# Manantial
Manantial è l'album di debutto della cantante pop argentina Marcela Morelo, pubblicato per l'etichetta discografica RCA nel 1997. In Corazón salvaje cantano il ritornello nel coro: Vincenzo Draghi, Renato Pareti, Enrico Riccardi, Memmo Foresi, Danilo Amerio, Luca Jurman, Linda Lee, Saverio Grandi, Paolo Carta, Maurizio Fabrizio.

## Tracce
1. Corazón salvaje – 4:27
2. Manantial – 3:33
3. Esperar por ti – 4:00
4. Buena suerte – 4:21
5. No me lastimes – 3:47
6. Tal cual eres – 4:22
7. Tanto amor – 4:02
8. La fuerza del Engaño – 3:26
9. Sabes a miel – 4:01
10. Siempre – 4:47